# Sint-Pieters-Voeren
Sint-Pieters-Voeren (Frans: Fouron-Saint-Pierre) is een deelgemeente van Voeren, een faciliteitengemeente die deel uitmaakt van het arrondissement Tongeren in Belgisch-Limburg. Het was een zelfstandige gemeente tot aan de gemeentelijke herindeling van 1977.

## Geschiedenis

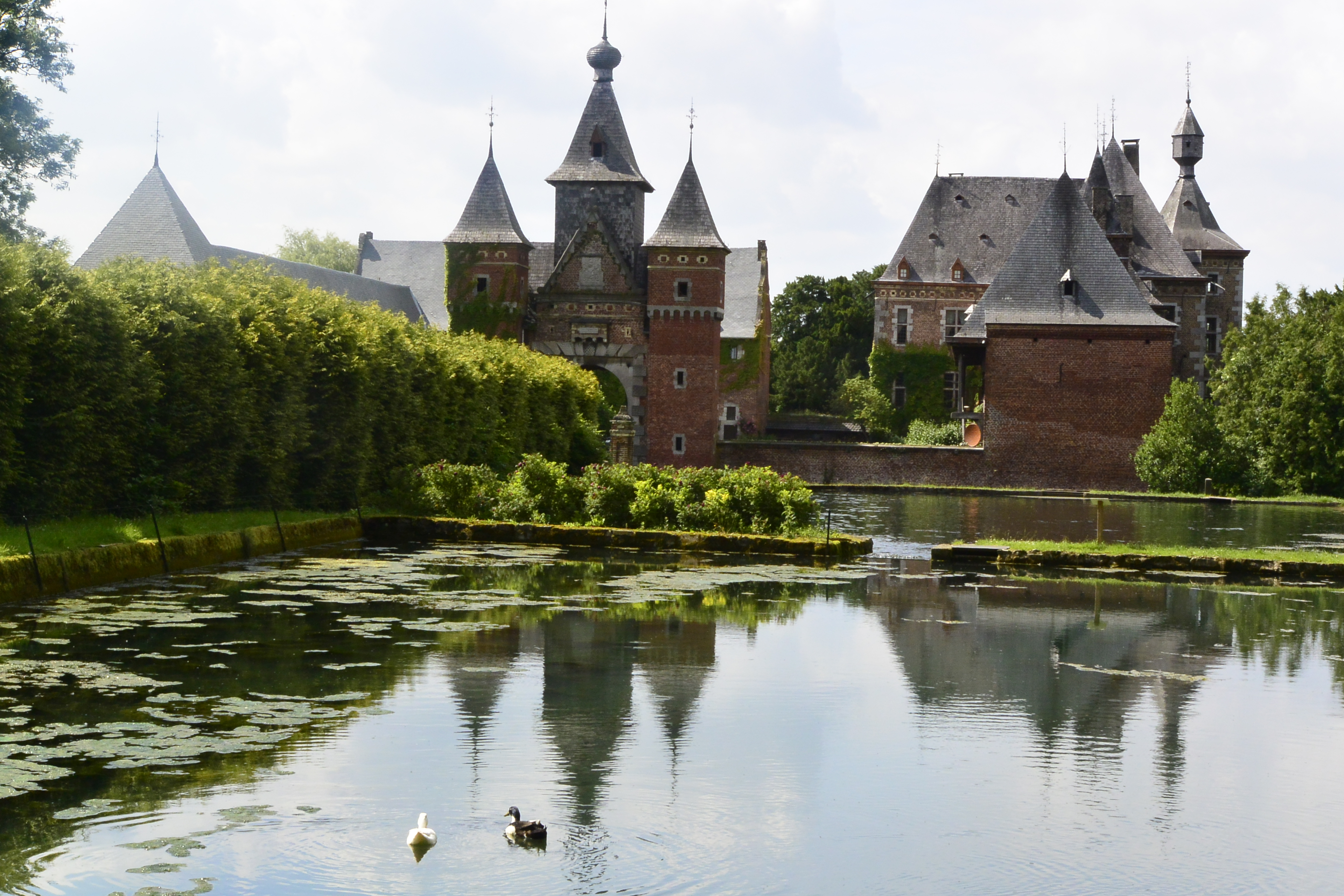
Commanderij

De streek werd reeds in het neolithicum bewoond. Er werden overblijfselen gevonden van werkplaatsen waar in de open lucht silex (vuursteen) bewerkt is.
In de middeleeuwen was het een allodium, dat in 1242 door de toenmalige heer, Daniel van Voeren, aan de Duitse Orde werd geschonken, terwijl hij zelf bij de Orde intrad. Hierdoor kwam het dorp rechtstreeks onder de bevoegdheid van de Orde. Het werd aldus een vrije rijksheerlijkheid.
Bij de annexatie van de Zuidelijke Nederlanden door de Franse Republiek werd Sint-Pieters-Voeren in 1795 opgenomen in het toen gevormde departement Ourthe. De Duitse Orde werd in 1798 opgeheven. Na de Franse tijd werd dit de Nederlandse, na 1830 de Belgische provincie Luik.
Bij de onafhankelijkheid van België inventariseerde geograaf Philippe Vandermaelen in dit dorp een verspreide bewoning met 4 herenhoeven, 27 landelijke woningen, 19 hutten, een kapel, een gemeentehuis, een watermolen en een kasteel. Er waren 421 inwoners, waaronder een veearts (“artiste vétérinaire”). De inventaris omvat verder details over de natuurlijke omgeving, bodems, landbouwproductie en veestapel. Ook het wegennetwerk van toen is beschreven. 
In 1962, na de vastlegging van de officiële taalgrens, ging Sint-Pieters-Voeren over naar de provincie Limburg.
Het dorp kende veel bossen, en ook landbouw, die na omstreeks 1900 geleidelijk plaats maakte voor veeteelt. In de 20e eeuw trokken veel mensen weg vanwege de geringe werkgelegenheid. Later kwamen er ook forenzen wonen, die werkzaam waren en zijn in Maastricht, Wezet (Visé) en Luik.

## Demografische ontwikkeling
- Bronnen:NIS, Opm:1831 tot en met 1970=volkstellingen; 1976 = inwoneraantal op 31 december

## Natuur en landschap
Sint-Pieters-Voeren ligt in het Voerdal en bij de plaats liggen de bronnen van de Voer. De belangrijkste bron is De Drink, nabij de Zwaen. De kern van het dorp ligt op een hoogte van ongeveer 150 meter.
In de omgeving vindt men holle wegen, houtwallen en een aantal monumentale bomen.
In de nabijheid van het dorp liggen de volgende bossen:
- Vrouwenbos, ten zuidoosten van de plaats
- Alsbos, ten zuidwesten
- Broekbos, ten noorden

## Bezienswaardigheden
- De Commanderij
- Ordenmolen op de Voer
- Heiligenhuisje
- Kasteel Magis
- Sint-Pieters-Stoelkerk
- Pastorie, aan Vogelsang 7, van omstreeks 1775, later gewijzigd.
- Enkele vakwerkhuizen, zoals Vogelsang 6 en Krommejong 3.
- Enkele hoeven, zoals Lohoeve aan Loë 2-4, van 1773; Zwaen 1, 1e helft 18e eeuw.
- Een aantal woningen die gebouwd zijn in het hier voorhanden zijnde silex.

## Gehuchten
- Drink
- Peerds
- Rullen
- Swaan
- Veld

## Nabijgelegen kernen
Sint-Martens-Voeren, Slenaken, Aubel, Teuven, Remersdaal

## Geboren te Sint-Pieters-Voeren
- Charles Kerff (1874–1902), wielrenner[2]

## Verbonden met Sint-Pieters-Voeren
- Jef London (1896-1965), oud-burgemeester[3]
- José Happart (1947), politicus
- Jean-Marie Happart (1947), politicus

Deelgemeenten: 's-Gravenvoeren · Moelingen · Remersdaal · Sint-Martens-Voeren · Sint-Pieters-Voeren · Teuven

Overige kernen: Berg · Drink · Gieveld · Hagelstein · Ketten · Knap · Krindaal · Nurop · Obsinnich · Peerds · De Plank · Reesberg · Rullen · Schilberg · Schophem · Schoppemerheide · Sinnich · Snauwenberg · Stroevenbos · Swaan · Ulvend · Veld · Veurs

Belgische gemeenten · Arrondissement Tongeren · Limburg · Vlaanderen